# Saint-Andéol-de-Vals
Saint-Andéol-de-Vals är en kommun i departementet Ardèche i regionen Auvergne-Rhône-Alpes i sydöstra Frankrike. Kommunen ligger  i kantonen Antraigues-sur-Volane som ligger i arrondissementet Largentière. År 2022 hade Saint-Andéol-de-Vals 529 invånare.

## Befolkningsutveckling
Antalet invånare i kommunen Saint-Andéol-de-Vals
Referens: INSEE

## Galleri

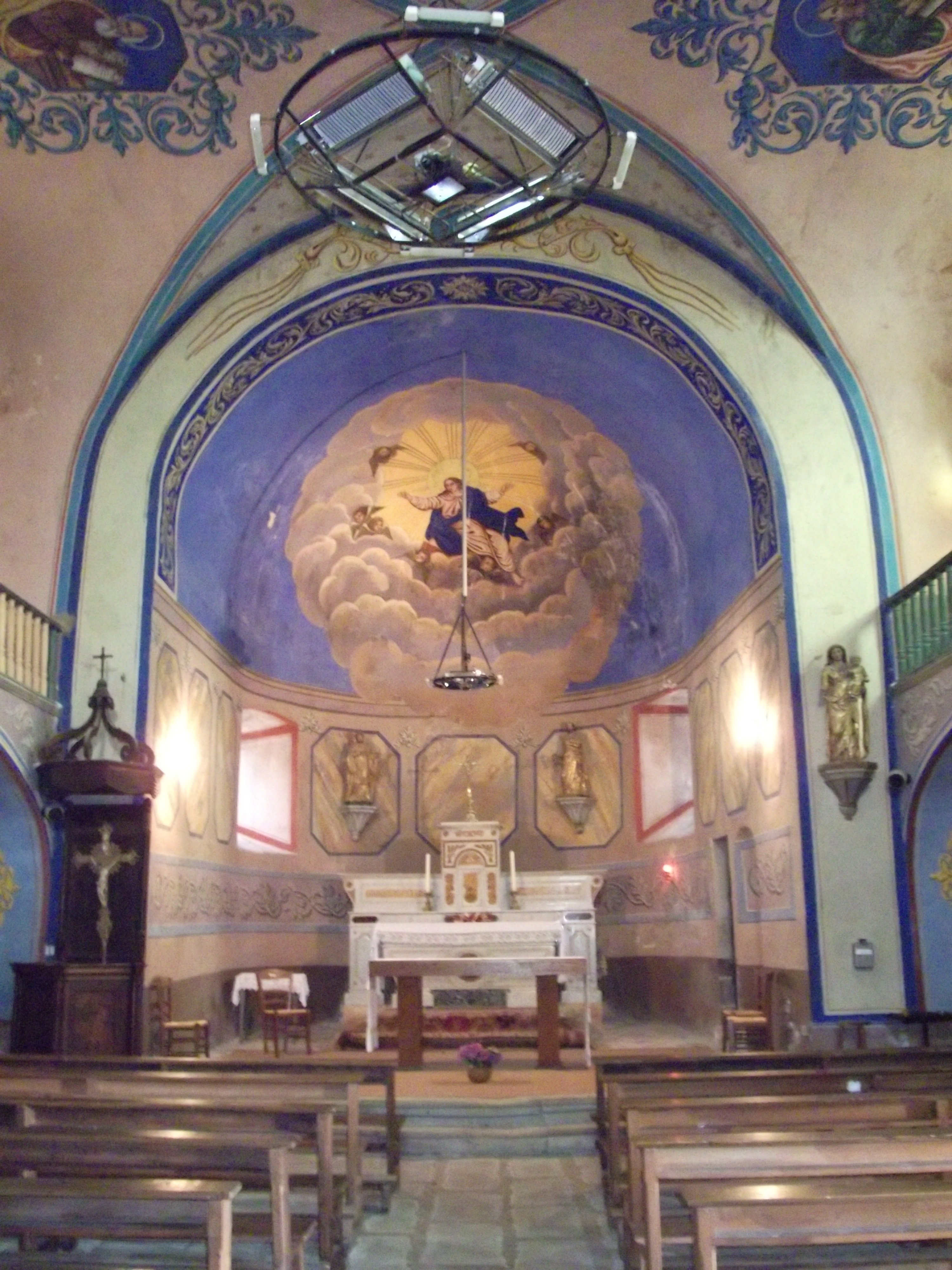
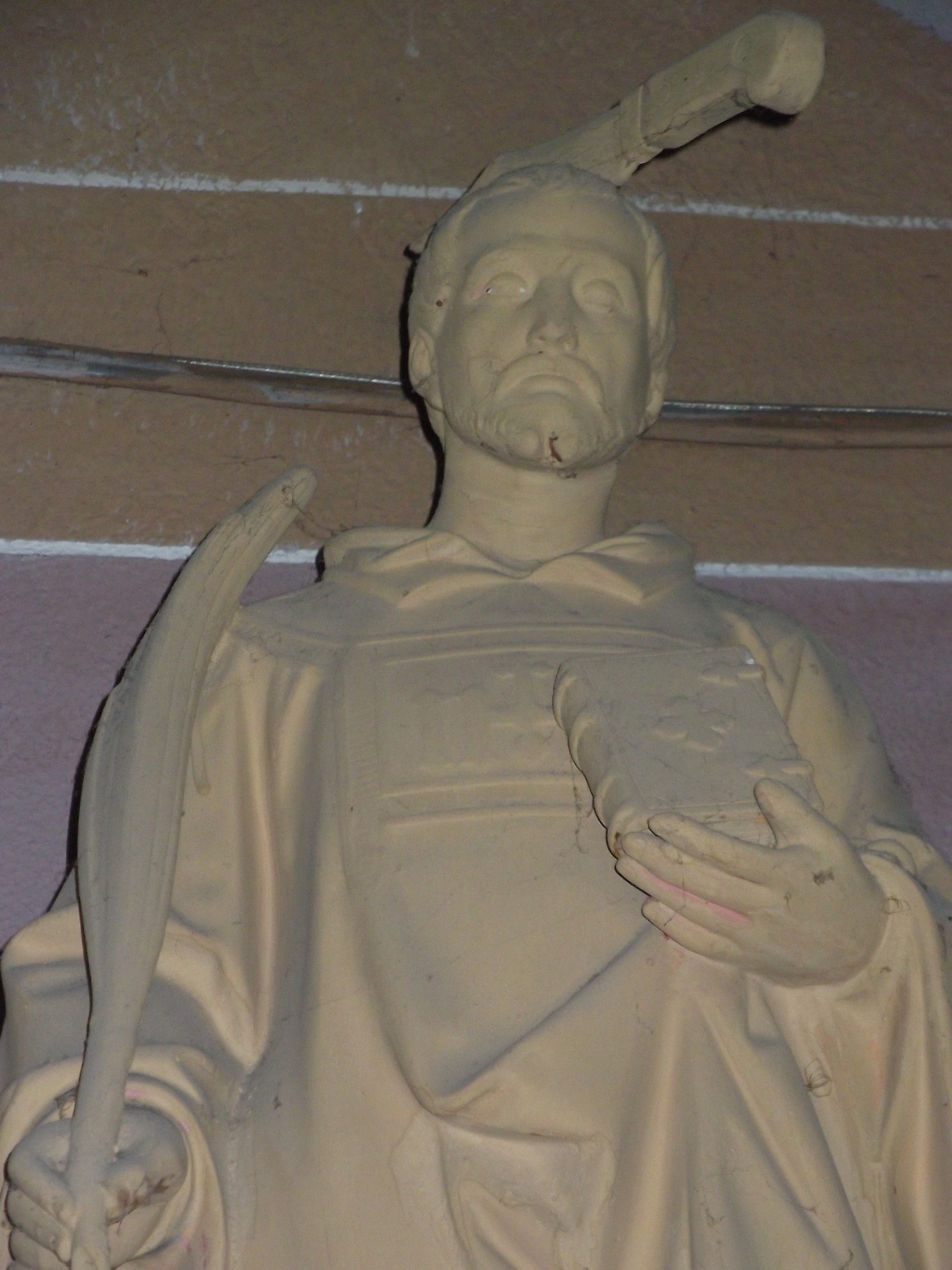
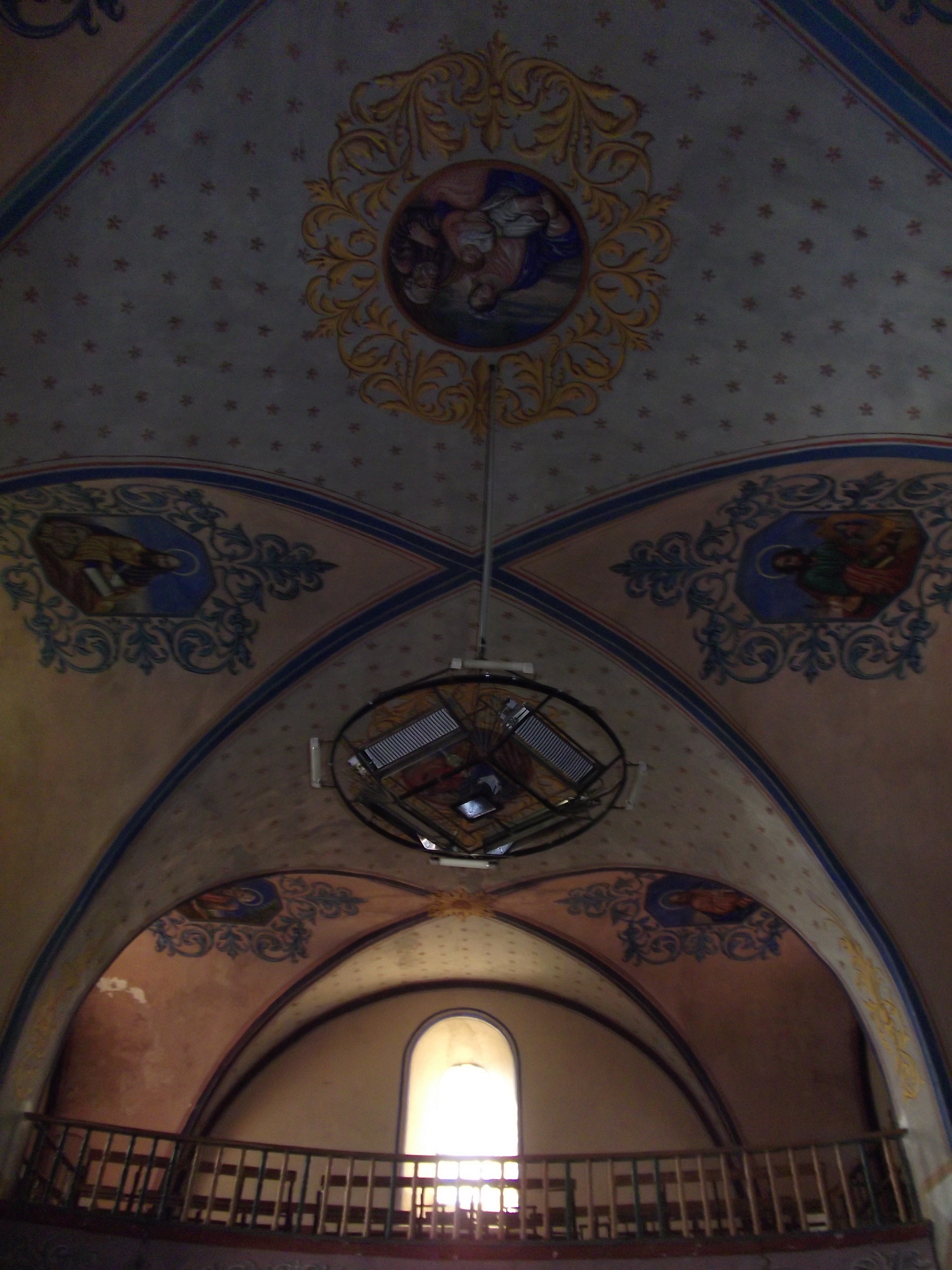